# 津田幸男
津田 幸男（つだ ゆきお、1917年8月15日 - 1979年4月17日）は、日本の元サッカー選手、サッカー指導者。ポジションはGK。兵庫県神戸市出身。

## 経歴
第一神戸中学校時代に二宮洋一、直木和らと共に1933年に全国中等学校蹴球選手権大会（後の全国高等学校サッカー選手権大会）で優勝。卒業後には二宮と共に慶應義塾大学へ進学し、体育会ソッカー部へ入部。レギュラーの座を掴むと関東大学サッカーリーグ戦4連覇（1937年、1938年、1939年、1940年）、1937年の全日本総合蹴球選手権大会  （後の天皇杯全日本サッカー選手権大会）優勝、慶應BRB（現役選手とOBからなる混成チーム）の一員として1936年、1939年、1940年の全日本総合蹴球選手権大会 優勝に貢献した。
1941年に慶應義塾大学経済学部を卒業後、三菱重工業に入社。創設されて間もないサッカー部の主力選手として活躍した。
日本代表としては1938年4月7日のイズリントン・コリンシャンズ（イングランド）戦で代表デビューを飾ると、代表の正GKに定着し、1939年の日満華交歓競技大会、1940年の東亜競技大会に出場した。第二次世界大戦の影響により、選手キャリアを中断したが、戦後の1951年に日本が国際舞台への復帰を認められると代表復帰を果たし、同年3月のアジア競技大会に出場するなど国際Aマッチ4試合に出場した。
晩年は慶應義塾大学体育会ソッカー部OB会会長を務めた。1979年4月17日、パーキンソン病により死去、享年61。

## 所属クラブ
- 第一神戸中学校
- 慶應義塾大学/慶應BRB
- 三菱重工業/東日本重工業

## 代表歴

### 出場大会
- 1951年アジア競技大会

### 試合数
- 国際Aマッチ 4試合 0得点(1940-1951)

| 日本代表 | 国際Aマッチ | 国際Aマッチ | その他 | その他 | 期間通算 | 期間通算 |
| 年       | 出場        | 得点        | 出場   | 得点   | 出場     | 得点     |
| -------- | ----------- | ----------- | ------ | ------ | -------- | -------- |
| 1938     | 0           | 0           | 1      | 0      | 1        | 0        |
| 1939     | 0           | 0           | 3      | 0      | 3        | 0        |
| 1940     | 1           | 0           | 2      | 0      | 3        | 0        |
| 1941     | 0           | 0           | 0      | 0      | 0        | 0        |
| 1942     | 0           | 0           | 0      | 0      | 0        | 0        |
| 1943     | 0           | 0           | 0      | 0      | 0        | 0        |
| 1944     | 0           | 0           | 0      | 0      | 0        | 0        |
| 1945     | 0           | 0           | 0      | 0      | 0        | 0        |
| 1946     | 0           | 0           | 0      | 0      | 0        | 0        |
| 1947     | 0           | 0           | 0      | 0      | 0        | 0        |
| 1948     | 0           | 0           | 0      | 0      | 0        | 0        |
| 1949     | 0           | 0           | 0      | 0      | 0        | 0        |
| 1950     | 0           | 0           | 0      | 0      | 0        | 0        |
| 1951     | 3           | 0           | 5      | 0      | 8        | 0        |
| 1952     | 0           | 0           | 1      | 0      | 1        | 0        |
| 1953     | 0           | 0           | 1      | 0      | 1        | 0        |
| 通算     | 4           | 0           | 13     | 0      | 17       | 0        |

### 出場
| No. | 開催日         | 開催都市     | スタジアム     | 対戦相手       | 結果       | 監督     | 大会             |
| --- | -------------- | ------------ | -------------- | -------------- | ---------- | -------- | ---------------- |
| 1.  | 1940年06月16日 | 兵庫県       | 甲子園南運動場 | フィリピン     | ○1-0       | 竹腰重丸 | 奉祝東亜競技大会 |
| 2.  | 1951年03月07日 | ニューデリー |                | イラン         | △0-0(延長) | 二宮洋一 | アジア大会       |
| 3.  | 1951年03月08日 | ニューデリー |                | イラン         | ●2-3       | 二宮洋一 | アジア大会       |
| 4.  | 1951年03月09日 | ニューデリー |                | アフガニスタン | ○2-0       | 二宮洋一 | アジア大会       |